# Tackjärnsbädd

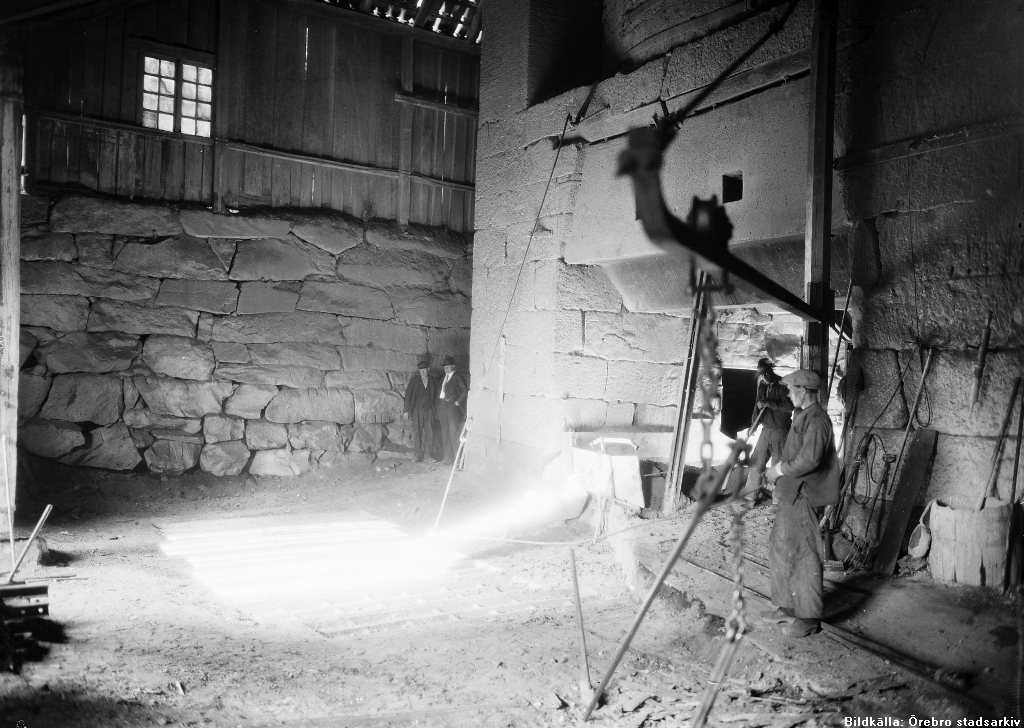
Utslag i Järnboås hytta. Flytande järn rinner ut i tackjärnsbädden

Tackjärnsbädd eller galtsängar kallas i masugnar de formar i tappningshallen, där det vid utslagen utrinnande järnet uppsamlas. Det smälta järnet leds i en svängränna till tackjärnsformar i golvet. Det kan vara formar direkt i sand, men också formar i gjutjärn med ett tunt skikt av sand eller lersmetning för att det stelnade tackjärnet inte ska fastna. De färdiga tackorna kan kallas tackjärnsstycken, tackjärnsgaltar eller (för vallonsmide) gösar. 
Det flytande järnet kan också uppsamlas i en skänk för vidare befordring till kokiller av gjutjärn för gjutning av göt. 